# ロウソクのために一シリングを
『ロウソクのために一シリングを』（ロウソクのためにいちシリングを、A Shilling for Candles）は、1936年に発表されたジョセフィン・テイによる長編推理小説である。

## 概要
ジョセフィン・テイ名義で初めての作品が、この『ロウソクのために一シリングを』である。スコットランド・ヤードのグラント警部シリーズの第2作。
アルフレッド・ヒッチコックの映画『第3逃亡者』の原作としても有名である。

## ストーリー
朝の海岸に、水着を着た女性の溺死体が打ち上げられ、その身元が映画女優のクリスティーン・クレイと判明した。現場の状況から事故死かと思われたが、グラント警部は”殺人”と断定した。容疑者として女優の別荘に滞在していた青年ティズダルが浮上するが、彼は逃亡してしまう。女優クリスティーンの遺書が見つかり、兄ハーバートへの遺言が問題になる。

## 主な登場人物
- クリスティーン・クレイ - 映画女優。
- ロバート・ティズダル - 女優の別荘に滞在中の青年。
- オーウェン・ヒューズ - 別荘のオーナーで俳優。
- ハーバート・ゴトベッド  - 女優の兄。行方不明。
- エドワード・チャンプニズ - 女優の夫。
- ジャイルズ・チャンプニズ - 女優の義兄。エドワードの兄。
- アースキン - 弁護士
- ジェイソン(ジェイ)・ハーマー - 作曲家。
- トーゼリ - ホテル経営者
- グラント警部 - ロンドン警視庁の刑事。
- エリカ - 本作のヒロイン。警察署長の娘。
- リディア・キーツ - 女流占い師。